# Ewa Szykulska

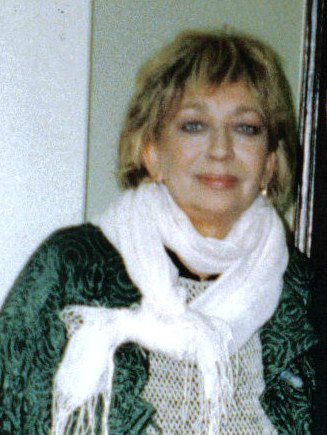
Ewa Szykulska (2006)

Ewa Szykulska (* 11. September 1949 in Warschau) ist eine polnische Film-, Fernseh- und Theaterschauspielerin.

## Leben
Szykulska absolvierte 1971 die Aleksander-Zelwerowicz-Theaterakademie Warschau. Im März 1973 debütierte sie auf der Theaterbühne des Studio-Theaters in Warschau als Małgorzata in dem Stück Gulgutier von Maria Czanerle. In den folgenden Jahren spielte sie an zahlreichen Theatern in Warschau, Breslau und Posen. Populär wurde sie in den 1970er und 1980er Jahren durch viele Film- und Fernsehproduktionen im Inland als auch sozialistischen Ausland. Über Rollen in einigen DEFA-Filmen wie Signale – Ein Weltraumabenteuer (1970), Don Juan, Karl-Liebknecht-Str. 78 (1979) oder Aber Vati! (1973–1979) wurde sie auch in der DDR bekannt. Anfang der 2000er Jahre spielte sie in polnischen Sitcoms und Comedy-Serien. 
1985 wurde sie für ihre herausragenden Film- und Theateraufführungen mit dem Preis des Kulturministeriums 2. Klasse 
ausgezeichnet und im selben Jahr mit dem polnischen Verdienstkreuz.
Szykulska war mit dem Regisseur Janusz Kondratiuk liiert und ist heute mit Zbigniew Pernej verheiratet. Die Ehen blieben kinderlos.

## Filmografie
- 1967: Sein Vater (Ojciec)
- 1968: Keresztelö
- 1969: Der Mann mit der Zweizimmerwohnung (Czlowiek z M-3)
- 1969: Gra
- 1970: Jak zdobyc pieniadze, kobiete i slawe
- 1970: Signale – Ein Weltraumabenteuer
- 1971: Hydrozagadka
- 1971: Gonitwa
- 1971: Prügelei (Draka)
- 1971: Piec i pól bladego Józka
- 1971: Motodrama
- 1971: Das Miniauto und die Tempelherren (Samochodzik i templariusze)
- 1972: Dziewczyny do wziecia
- 1972: Fortuna
- 1973: Pies
- 1973: Skorpion, panna i lucznik
- 1974: Sintflut (Potop)
- 1974: Aber Vati!
- 1974: Ile jest zycia
- 1974: Janosik – Held der Berge (Janosik)
- 1975: Traum vom fernen Glück (Zvezda plenitelnogo schastya)
- 1978: Eine Liebeserklärung (Obyasneniye v lyubvi)
- 1979: Rodzina Polanieckich
- 1980: Don Juan – Karl-Liebknecht-Str. 78
- 1980: Kariera Nikodema Dyzmy
- 1981: 26 Tage aus dem Leben Dostojewskis (Dvadtsat shest dney iz zhizni Dostoevskogo)
- 1981: Alles auf eine Karte (Vabank)
- 1978–1981: 07 zglos sie
- 1982: 24 Stunden Regen (24 chasa dazhd)
- 1983: On, ona, oni
- 1983: Okolice spokojnego morza
- 1983: Glowy pelne gwiazd
- 1984: Kamienne tablice
- 1984: Dom swietego Kazimierza
- 1984: Sexmission (Seksmisja)
- 1985: Wer ist der Mann? (Kim jest ten czlowiek)
- 1985: Die Retourkutsche (Vabank II, czyli riposta)
- 1985: Unter Aufsicht (Nadzór)
- 1986: W cieniu nienawisci
- 1986: Zaproszenie
- 1986: Epizod Berlin West
- 1987: Ballada o Januszku
- 1987: Piec kobiet na tle morza
- 1988: Kolory kochania
- 1988: Pantarej
- 1988: Annan ja Vasilin rakkaus
- 1990: Goliathus, Goliathus
- 1990: Zmowa
- 1989: Warszawskie golebie
- 1995: Szczur
- 1995: Polska smierc
- 1997: Pulapka
- 1997: Kroniki domowe
- 1998–1999: Teatr telewizji
- 1997–1998: 13 posterunek
- 2000: Chto skazal pokoynik
- 2000: Lokatorzy
- 2002: Azazel
- 2003: Berühr mich (Dotknij mnie)
- 2003: Sasiedzi
- 2004: Break Point
- 2004: Nasza ulica
- 2005: Jam Session
- 2005: X Two
- 2005: Teraz ja
- 2006: Olek
- 2006: Hela w opalach
- 2006–2007: Królowie sródmiescia
- 2007: Diversant 2: Konets voyny
- 2008: Pierwsza milosc
- 2008: Jan z drzewa
- 2008: Nagle na zawsze
- 2008: Kryminalni
- 2010: Sufferosa
- 2010: Gdyby ryby mialy glos
- 2010: Mutter Teresa Der Katzen (Matka Teresa od kotów)
- 2011: Z milosci
- 2011: Plebania
- 2011: Trzy siostrzyczki trupki
- 2011: Ludzie normalni
- 2011: Popatrz na mnie
- 2011: Viski s molokom
- 2012–2013: Gleboka woda
- 2013: Ostra randka
- 2014: Volche solntse
- 2014: The Residential Home
- 2015: V dalyokom sorok pyatom… Vstrechi na Elbe
- 2015: Na dobre i na zle
- 2016: Marynarz w Lodzi
- 2016: Komisarz Alex
- 2016: Kolekcja sukienek
- 2017: Syn Królowej Sniegu
- 2009–2017: Ojciec Mateusz

## Auszeichnungen
- Verdienstkreuz der Republik Polen (1985)
- Grand Nod–Preis für ihr Lebenswerk (2008)